# Generální sekretář ústředního výboru Komunistické strany Číny
Generální sekretář ústředního výboru Komunistické strany Číny (čínsky v českém přepisu Čung-kuo kung-čchan-tang čung-jang wej-jüan-chuej mi-šu-čang, pchin-jinem Zhōngguó gòngchǎndǎng zhōngyāng wěiyuánhuì mìshūzhǎng) byl funkcionář Komunistické strany Číny, který společně se svými zástupci a svým úřadem zajišťoval každodenní obsluhu ústředního výboru strany. Úřad generálního sekretáře existoval od poloviny 20. let do roku 1956 a znovu v letech 1978–1980. Roku 1956 i 1980 byl nahrazen sekretariátem ústředního výboru v čele s generální tajemníkem sekretariátu ústředního výboru.
Funkce generálního sekretáře (mi-šu-čang) vznikla v polovině 20. let záhy po založení komunistické strany. Generální sekretář zajišťoval práci ústředního výboru, politbyra a jeho stálého výboru, vedl nezbytnou dokumentaci, zajišťoval jeho jednání a komunikaci s podřízeními stranickými orgány a regionálními organizacemi.
V polovině 30. let, během Dlouhého pochodu, byl úřad generálního sekretáře zredukován na minimum, po usazení komunistického vedeni v Jen-anu v pohraniční oblasti Šen-si-kan-su-Ning-sia byl aparát strany obnoven a rozšiřován. S růstem strany po roce 1945 a zejména po vzniku Čínské lidové republiky rostl i význam generálního sekretáře a jeho úřadu. Generálním sekretářem byli v tomto období členové nejužšího vedení strany, od roku 1941 Žen Pi-š’, po jeho úmrtí roku 1950 převzal jeho povinnosti Liou Šao-čchi. V dubnu 1954 proběhla reorganizace, během níž se generálním sekretářem ÚV stal Teng Siao-pching a byl povýšen status zástupců generálního sekretáře, když tito s Tengem vytvořili konferenci generálního sekretáře. Zástupci generálního sekretáře se od dubna 1954 stali Li Fu-čchun, Jang Šang-kchun, Tchan Čen-lin, Ma Ming-fang, Sung Žen-čchiung, Liou Lan-tchao, Lin Feng, Li Süe-feng a Chu Čchiao-mu.
Roku 1956 v souvislosti s reformami vedení strany přijatými na VIII. sjezdu byl v úřad generálního sekretáře ÚV a jeho zástupců zrušen a nahrazen sekretariátem ústředního výboru skládajícím se z tajemníků sekretariátu v čele s generálním tajemníkem (cung-šu-ťi) sekretariátu. Sekretariát měl širší pravomoci, když odpovídal za realizaci a kontrolu rozhodnutí stálého výboru a politbyra a rozhodování rutinních záležitostí. Generální tajemníkem sekretariátu se stal Teng Siao-pching, tajemníci sekretariátu do značné míry navazovali na dosavadní zástupce generálního sekretáře, když se tajemníky stali Pcheng Čen, Wang Ťia-siang, Tchan Čen-lin, Tchan Čeng, Chuang Kche-čcheng a Li Süe-feng a kandidáty sekretariátu Liou Lan-tchao, Jang Šang-kchun a Chu Čchiao-mu, později (roku 1958) i Li Fu-čchun a Li Sien-nien.
Během kulturní revoluce sekretariát roku 1967 přerušil činnost a na IX. sjezdu strany byl zrušen. Po skončení kulturní revoluce byl v rámci reforem strany a vnitrostranického soupeření v prosinci 1978 obnoven úřad generálního sekretáře ústředního výboru, kterým se stal politický stoupenec Teng Siao-pchinga Chu Jao-pang, zástupci Chu Jao-panga pak Chu Čchiao-mu a Jao I-lin.
Podobně jako roku 1956, v únoru 1980 byl úřad generálního sekretáře a jeho zástupců reorganizován v sekretariát ústředního výboru v čele s generálním tajemníkem Chu Jao-pangem, tajemníky sekretariátu byli jmenováni Wan Li, Wang Žen-čung, Fang I, Ku Mu, Sung Žen-čchiung, Jü Čchiou-li, Jang Te-č’, Chu Čchiao-mu, Jao I-lin a Pcheng Čchung.

## Seznam generálních sekretářů ústředního výboru
| Jméno | Narození a úmrtí | Funkční období  | Funkční období | Poznámky   |
| Jméno | Narození a úmrtí | Nástup do úřadu | Opuštění úřadu | Poznámky   |
| --- | ---------------- | --------------- | -------------- | ---------- |
| Wang Žuo-fej | 1896–1946        | červenec 1926   | duben 1927     |            |
| Čchen Tu-siou | 1879–1942        | duben 1927      | 1927           | úřadující  |
| Cchaj Che-sen | 1895–1931        | 1927            | 1927           |            |
| Čang Kuo-tchao | 1897–1979        | 1927            | červen 1927    |            |
| Teng Čung-sia | 1894–1933        | červen 1927     | srpen 1927     |            |
| Li Wej-chan | 1896–1984        | srpen 1927      | červen 1928    |            |
| Čou En-laj | 1898–1976        | červen 1928     | říjen 1928     |            |
| Li Li-san | 1899–1967        | říjen 1928      | ??             |            |
| ?? |                  | ??              | červen 1930    |            |
| Li Li-san | 1899–1967        | červen 1930     | září 1930      |            |
| Kche Čching-š’ | 1902–1965        | červen 1931     | květen 1933    | prozatímní |
| Teng Jing-čchao | 1904–1992        | leden 1934      | leden 1935     |            |
| Teng Siao-pching | 1904–1997        | leden 1935      | prosinec 1935  |            |
| Čang Wen-pin | 1910–1944        | prosinec 1935   | srpen 1937     |            |
| Wang Žuo-fej | 1896–1946        | srpen 1937      | březen 1940    |            |
| Žen Pi-š’ | 1904–1950        | září 1941       | říjen 1950     |            |
| Liou Šao-čchi | 1898–1969        | říjen 1950      | duben 1954     |            |
| Teng Siao-pching | 1904–1997        | duben 1954      | září 1956      |            |
| V září 1956 úřad generálního sekretáře ústředního výboru nahrazen úřadem generálního tajemníka sekretariátu ústředního výboru (Teng Siao-pching do 1967, poté neobsazeno a v dubnu 1969 zrušeno).                        |                  |                 |                |            |
| Chu Jao-pang | 1915–1989        | prosinec 1978   | únor 1980      |            |
| V únoru 1980 úřad generálního sekretáře ústředního výboru nahrazen úřadem generálního tajemníka sekretariátu ústředního výboru (Chu Jao-pang do září 1982, kdy nahrazeno úřadem generálního tajemníka ústředního výboru. |                  |                 |                |            |